# Atlantic Avenue
Pour les articles homonymes, voir Atlantic Avenue (homonymie).
Atlantic Avenue est une avenue principale de New York. 

## Situation et accès
D'orientation est-ouest cette voie qui traverse les arrondissements de Brooklyn et du Queens, s'étend des berges de l'East River, à l'ouest, jusqu'au quartier de Jamaica, à l'est. A Brooklyn, où se situe l'essentiel de son tracé, l'avenue sert de limite aux quartiers de Prospect Heights et de Fort Greene, ainsi qu'aux quartiers de Bedford Stuyvesant et de Crown Heights. Atlantic Avenue constitue en outre le seul axe est-ouest accessible aux poids lourds dans l'arrondissement.
La station de métro de Atlantic Avenue – Barclays Center, située au carrefour de Atlantic Avenue et Flatbush Avenue, constitue la station la plus fréquentée de Brooklyn. La gare appelée Atlantic Terminal, du Long Island Rail Road, est également située sur l'avenue.

## Origine du nom
« Atlantic Avenue » fait référence à l'océan Atlantique, qui longe la côte est des États-Unis. Cette avenue qui débute près de l'East River, se termine sur l'océan Atlantique. Elle longtemps joué un rôle historique en connectant les quartiers portuaires de Brooklyn et les zones intérieures de Queens.

## Historique
Au XVIIIe siècle, ce n'était qu'un chemin privé menant à la ferme de Ralph Patchen sur l'East River. Cette route de campagne a été engloutie par « District Street », qui est devenue la limite sud du village de Brooklyn, incorporé en 1816. « District Street », est devenue « Atlantic Street » en 1855, puis « Atlantic Avenue » dans les années 1870
À la fin du XIXe siècle, l'avenue était un centre animé de commerce, avec des boutiques de mode, des entreprises manufacturières et un port actif accueillant des navires du monde entier.